# أرئيل يانكو
أرئيل يانكو (بالعبرية: אריק ינקו‏) (21 ديسمبر 1991 بريشون لتسيون في إسرائيل - ) هو لاعب كرة قدم إسرائيلي في مركز حراسة المرمى. شارك مع منتخب إسرائيل تحت 17 سنة لكرة القدم ‏ ومنتخب إسرائيل تحت 18 سنة لكرة القدم ‏ ومنتخب إسرائيل تحت 19 سنة لكرة القدم ومنتخب إسرائيل تحت 21 سنة لكرة القدم. أما مع النوادي، فقد لعب مع نادي هبوعيل تل أبيب وHapoel Ra'anana A.F.C. ‏ وHakoah Amidar Ramat Gan F.C. ‏.

## وصلات خارجية
- أرئيل يانكو على موقع قاعدة بيانات كرة القدم.إي يو (الإنجليزية)
- أرئيل يانكو على موقع Soccerway.com (الإنجليزية)